# První člověk (film)
První člověk (anglicky First Man) je americký životopisný a dramatický film pojednávající o Neilovi Armstrongovi. Scénář napsal Josh Singer podle knihy První člověk: Život Neila A. Armstronga. Hlavní roli ztvárnil Ryan Gosling. Film popisuje události vedoucí k prvnímu přistání člověka na Měsíci.

## Obsazení
- Ryan Gosling jako Neil Armstrong, první člověk který kráčel po Měsíci (český dabing: Filip Jančík)
- Claire Foy jako  Janet Shearonová, Armstrongova první manželka (český dabing: Dana Černá)
- Corey Stoll jako Buzz Aldrin, pilot lunárního modulu, druhý člověk na Měsíci (český dabing: Ondřej Kavan)
- Pablo Schreiber jako Jim Lovell, účastník letu programu Gemini a velitel záložní posádky Apolla 11
- Jason Clarke jako Ed White, první Američan ve volném vesmíru, zahynul v průběhu předletových zkoušek Apolla 1 (český dabing: Marek Libert)
- Kyle Chandler jako Deke Slayton, jeden ze členů původního programu Mercury Seven, později první ředitel astronautického oddílu NASA (český dabing: Tomáš Juřička)
- Christopher Abbott jako David Scott, vedle Armstronga druhý člen posádky Gemini 8 (český dabing: Michal Holán)
- Patrick Fugit jako Elliott See, člen druhého oddílu astronautů NASA.[1] Armstrong a See byly v záložení posádce Gemini 5. Oba byly později nominováni na velitele letu: Armstrong pro Gemini 8, a See pro Gemini 9. See zahynul v roce 1966 při havárii výcvikového letounu NASA, ke které došlo v McDonnell Space Center v St. Louis.
- Lukas Haas jako Michael Collins pilot orbitálního modulu Apollo 11, člen posádky Gemini 10. (český dabing: Libor Terš)
- Shea Whigham jako Gus Grissom, jeden ze členů původní sedmičky astronautů programu Mercury. Zahynul při předletových zkouškách Apolla 1 (český dabing: Ladislav Cigánek)
- Brian d'Arcy James jako Joseph A. Walker, jeden z testovacích pilotů programu X-15. Stal se sedmým astronautem.[2]
- Cory Michael Smith jako Roger Bruce Chaffee, komunikátor letů Gemini 3 a Gemini 4. Třetí člen posádky Apolla 1, zahynul při předletových zkouškách.[3]
- J. D. Evermore jako Christopher C. Kraft Jr., první velitel řídicího střediska letů NASA.
- John David Whalen jako John Glenn, jeden ze členů původní sedmičky astronautů programu Mercury, první Američan na oběžné dráze.
- Ethan Embry jako Pete Conrad, pilot Gemini 5 a velitel záložní posádky Gemini 8 (český dabing: Michal Gulyáš)
- Skyler Bible jako Richard F. Gordon Jr., pilot záložní posádky Gemini 8 a pilot Gemini 11.[4]
- Ben Owen jako John Hodge, velitel řídicího střediska letu Gemini 8.
- Olivia Hamilton jako Patricia White, manželka Eda White. (český dabing: Klára Sochorová)
- Kris Swanberg jako Marilyn See, manželka Elliotta See.
- Ciarán Hinds jako Robert R. Gilruth, první ředitel Střediska pilotovaných vesmírných letů NASA.
- Shawn Eric Jones jako Wally Schirra, člen původní sedmičky astronautů NASA a devátý člověk ve vesmíru.
- William Gregory Lee jako Gordon Cooper, člen původní sedmičky astronautů programu Mercury, pilot posledního (a nejdelšího) letu programu Mercury, velitel Gemini 5.
- Steven Coulter jako Guenter Wendt, velitel odpalovací rampy. (český dabing: Jiří Krejčí)

## Distribuce
Film měl světovou premiéru na Filmovém Festivalu v Benátkách 29. srpna 2018. Dále byl 31. srpna 2018 promítán na Telluride Film Festival a 9. září 2018 na Toronto International Film Festival. Českou premiéru měl 11. října 2018. Premiéra ve Spojených státech amerických proběhla 12. října 2018.